# مهاجم مقبره: افسانه لارا کرافت
مهاجم مقبره: افسانه لارا کرافت (به انگلیسی: Tomb Raider: The Legend of Lara Croft) مجموعه پویانمایی تلویزیونی اکشن ماجراجویی آمریکایی است که بر اساس سری بازی‌های ویدیویی مهاجم مقبره توسط کریستال داینامیکس ساخته شده است و هایلی اتول به عنوان صداپیشه لارا کرافت در آن نقش‌آفرینی می‌کند. این مجموعه در همان تداوم سه‌گانه راه اندازی مجدد بازی‌های ویدیویی است که در سال ۲۰۱۳ شروع شد و پس از اتفاقات بازی سایه مهاجم مقبره در سال ۲۰۱۸ رخ می‌دهد. تاشا هو به عنوان مجری برنامه با لجندری پیکچرز تولید را برعهده دارند. این مجموعه توسط استودیوی انیمیشن پاورهاوس در آستین تگزاس ساخته شده است.
مهاجم مقبره: افسانه لارا کرافت برای اولین بار در ۱۰ اکتبر ۲۰۲۴، به تعداد هشت قسمت در نتفلیکس منتشر شد. مجموعه در اکتبر ۲۰۲۴، برای فصل دوم تمدید شد.

## طرح
این مجموعه پس از راه اندازی مجدد سه‌گانه مهاجم مقبره ۲۰۱۳–۲۰۱۸ اتفاق می‌افتد، که با سایه مهاجم مقبره به پایان رسید، و شکاف جدول زمانی آن را پر می‌کند و سه‌گانه راه اندازی مجدد را به سری اصلی بازی‌ها متصل می‌کند.

## صداپیشه‌ها
- هایلی اتول در نقش لارا کرافت
- آلن مالدونادو در نقش زیپ
- ارل بایلون در نقش جونا مایوا

## تولید

### توسعه
در ژانویه ۲۰۲۱، گزارش شد که نتفلیکس یک سریال تلویزیونی به سبک انیمیشن را بر اساس مهاجم مقبره سفارش داده است. سفارش اولیه برای دو فصل است و توسط کریستال داینامیکس، لجندری پیکچرز، دی‌جی۲ انترتینمنت و ترکتورپنتز تولید شده است. این انیمیشن توسط پاورهاوس انیمیشن ساخته شده است. تاشا هوو در کنار دیمیتری ام. جانسون، استفان بوگاج، هوارد بلیس و جیکوب رابینسون به عنوان مجری برنامه و تهیه‌کننده اجرایی خدمت می‌کنند. در سپتامبر ۲۰۲۳، عنوان سریال مهاجم مقبره: افسانه لارا کرافت در جریان پخش زنده Drop 01 نتفلیکس رونمایی شد.

### انتخاب بازیگران
در سپتامبر ۲۰۲۱، اعلام شد که هایلی اتول صداپیشه لارا کرافت خواهد بود. ارل بایلون که صداپیشگی جونا مایوا را در سه‌گانه ریبوت بازی ویدیویی بر عهده داشت، دوباره نقش خود را بازی می‌کند. در اکتبر ۲۰۲۱، آلن مالدونادو به عنوان متخصص فناوری لارا، یعنی زیپ، به بازیگران پیوست، شخصیتی که اولین بار در سال ۲۰۰۰ در بازی مهاجم مقبره: تاریخچه معرفی شد و از زمان بازی مهاجم مقبره: دنیای زیرین در سال ۲۰۰۸ در این فرنچایز ظاهر نشده بود. این مجموعه همچنین اولین حضور او در تداوم راه‌اندازی مجدد را نشان می‌دهد.

## انتشار
مهاجم مقبره: افسانه لارا کرافت قرار است در سال ۲۰۲۴ نمایش داده شود.